# Ibrahima Traoré
Ibrahima Traoré (nascut el 21 d'abril del 1988) és un futbolista guineà d'origen francès que actualment juga pel club alemany del VfB Stuttgart, com a volant esquerre.

## Carrera

### Carrera de club
Nascut a Villepinte, França, Traoré va jugar pels club juvenils del Charenton i el Levallois SC. Ell va fer el seu debut sènior amb el Levallois al Championnat de France Amateurs 2, abans de ser transferit al club alemany del Hertha BSC l'1 de gener del 2007, fent el seu debut per ells a la Bundesliga el 9 de desembre del 2007, contra 1. FC Nuremberg. El 6 de juliol del 2009, Traoré va començar un període de prova amb el FC Augsburg, signant un contracte de dos anys amb ells el 14 de juliol del 2009. El maig del 2011, es va anunciar que Traoré seria traspassat al VfB Stuttgart al final de la temporada 2010-11.

### Carrera internacional
Traoré va fer el seu debut internacional per Guinea en el 2010.